# Eugene Russell Hendrix
Eugene Russell Hendrix (17 de mayo de 1847-11 de noviembre de 1927) fue un obispo estadounidense.

## Biografía
Nació en Fayette, Misuri, el 17 de mayo de 1847. Se graduó de la Universidad Wesleyana en 1867 y del Seminario Teológico Unión en 1869. Se casó con Ann Elizabeth Scarritt (nacida el 23 de mayo de 1851), hija de Nathan Spencer Scarritt (1821-1890) y Martha Matilda Chick (fallecida en 1873), el 20 de junio de 1872. Viajó por varios países del mundo como misionero entre 1876 y 1877 y en este mismo período fue editor del Christian Advocate. También ejerció como delegado de la conferencia ecuménica de Londres en 1881, del centenario de Baltimore en 1884 y de las conferencias generales de 1882 y 1886. Murió en su hogar de residencia, en Kansas City, Misuri, el 11 de noviembre de 1927 y fue enterrado en el cementerio Mount Washington. El Hendrix College en Conway, Arkansas recibe el nombre en su honor.